# Purplewashing

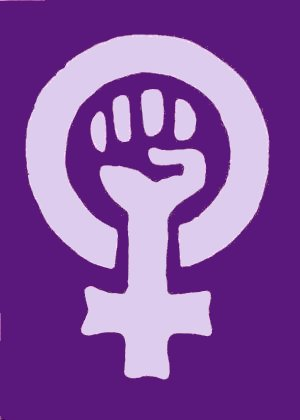
El violeta ha sido históricamente un color asociado con el feminismo.

Purplewashing (del inglés purple, morado, y whitewash, blanquear o encubrir), lavado lila o lavado de imagen púrpura, es un término que en el contexto feminista se refiere a la variedad de estrategias políticas y de marketing dirigidas a la promoción de instituciones, países, personas, productos o empresas apelando a su compromiso con la igualdad de género. La Fundéu también traduce -washing como impostura.
La expresión es especialmente utilizada para denunciar el uso sectario que se hace del feminismo para amparar discursos o políticas xenófobas y de promoción de la islamofobia. Además, también se utiliza para señalar el componente paradójicamente sexista que tienen muchas de estas acciones al aplicarse únicamente en mujeres, como la prohibición de vestir determinadas prendas o la negación de ciertos servicios.
También se utiliza este término para referirse al lavado de imagen de los países occidentales que, sin haber conseguido una igualdad real entre hombres y mujeres, excusan este déficit en que las mujeres de otros países o culturas aún tienen peores condiciones de vida, refiriéndose frecuentemente a los de mayoría musulmana.
Para muchas activistas feministas, ante la instrumentalización de los derechos de las mujeres, la única respuesta posible y liberadora para todas las minorías es la solidaridad interseccional entre los diferentes grupos oprimidos, como son las mujeres y las migrantes.